# 李雪木
李柏（1630年—1701年），字雪木，号太白山人，明末清初武功人。

## 生平
奇服詭行，任情放誕。一日，驅羊吃草，背著日頭朗讀《晉處士集》，亡羊而不知。康熙帝多次重金禮聘，均遭雪木拒絕，最後隱居太白山。與李天生、李二曲合稱“關中三李”。著有《槲葉集》。